# فروم تئودوسیوس

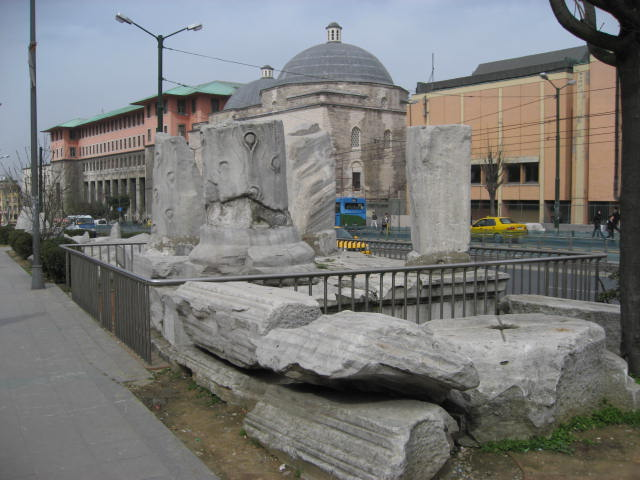
بقایای احتمالی طاق تئودوسیوس در مقابل میدان بایزید امروزی

فروم تئودوسیوس (یونانی: φόρος Θεοδοσίου) امروزه میدان بایزید احتمالاً بزرگ‌ترین میدان قسطنطنیه بوده و در مسیر، جاده اصلی که از ایا صوفیه به سمت غرب می‌رفته، قرار داشته‌است. این بنا در اصل توسط کنستانتین بزرگ، احتمالاً در محل یک آگورای هلنیستی از قبل موجود به نام استراتژی، ساخته شد و نام (فروم (روم) انجمن یا فروم گاو نر) را داشت. اما در سال ۳۹۳ به نام امپراتور تئودئوس بزرگ تغییر نام داد که آن را به الگوی فروم تراژان در رم بازسازی کرد، که توسط ساختمان‌های مدنی مانند کلیساها و حمام‌ها احاطه شده و با یک ستون پیروزی در مرکز آن تزئین شده بود.